# Atylotus tauffliebi
Atylotus tauffliebi är en tvåvingeart som beskrevs av Percy Edward Raymond 1975. Atylotus tauffliebi ingår i släktet Atylotus och familjen bromsar.
Artens utbredningsområde är Senegal. Inga underarter finns listade i Catalogue of Life.